# Bota de Oro 1996-97

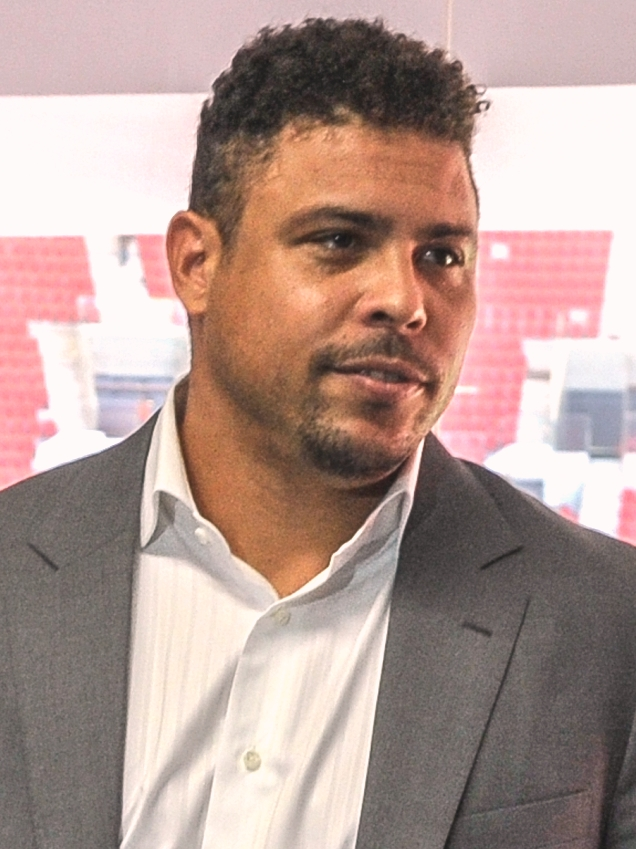
Ronaldo, ganador del premio

La Bota de Oro 1996-97 fue un premio deportivo otorgado por la European Sports Media, asociación europea de publicaciones de fútbol quien se encarga de entregar el premio de acuerdo con un sistema de puntos ponderado.
El brasileño Ronaldo, jugador del F.C. Barcelona, fue seleccionado como el máximo goleador de las grandes ligas de Europa.
Este fue el primer reconocimiento para el brasileño, quien en ese momento jugaba en territorio español. La edición anterior la había ganado el georgiano Zviad Endeladze, quien jugaba para el Margveti Zestaponi en la Erovnuli Liga.

## Criterio
Los criterios para la elección del ganador para la temporada 1996-97 se tomaron en base a un sistema de puntuación, teniendo como base los coeficientes UEFA. Para este caso, se otorgó dos puntos a las ligas de España y Portugal (entre otras), competiciones nacionales con un mejor coeficiente. El resto de ligas recibieron una puntuación inferior.
En esta temporada se definió este criterio, teniendo en cuenta que en las ediciones de 1991 hasta 1996 hubo una serie de irregularidades con la sumatoria definitiva de goles anotados. Durante este tiempo, el premio fue entregado por la multinacional Adidas, quien era el patrocinador oficial.

## Ganador
El brasileño y jugador de la selección de fútbol de Brasil, Ronaldo Luís Nazário de Lima, fue finalmente el vencedor de la temporada 1996-97, después de conseguir 34 anotaciones en la Primera División de España y terminar con 68 puntos. El podio quedó conformado por el también brasileño Mário Jardel del Fútbol Club Oporto, quien consiguió 30 anotaciones y el turco Hakan Şükür, quien para ese entonces defendía los colores de la camiseta del Galatasaray Spor Kulübü de la Superliga de Turquía y logró 38 goles.
La bota de Oro conseguida por el brasileño le acreditaba como máximo goleador de las ligas europeas de fútbol. Esta fue su primera y única bota de Oro como futbolista profesional.

### Ranking final
| Posición | Futbolista   | Club            | Campeonato           | Goles | Puntaje |
| -------- | ------------ | --------------- | -------------------- | ----- | ------- |
| 1        | Ronaldo      | F. C. Barcelona | La Liga              | 34    | 68      |
| 2        | Mário Jardel | FC Porto        | Liga de Portugal     | 30    | 60      |
| 3        | Hakan Şükür  | Galatasaray SK  | Superliga de Turquía | 38    | 57      |